# Graptemys versa
Graptemys versa је гмизавац из реда корњача.

## Угроженост
Ова врста је на нижем степену опасности од изумирања, и сматра се скоро угроженим таксоном.

## Распрострањење
Ареал врсте је ограничен на једну државу. 
Сједињене Америчке Државе су једино познато природно станиште врсте.

## Станиште
Станишта врсте су језера и језерски екосистеми, речни екосистеми и слатководна подручја.